# Parappil Narayana Menon
Pour les articles homonymes, voir Menon.
Parappil Narayana Menon aussi écrit P. N. Menon (1920 - 22 juin 1975) était un diplomate de l'Inde

## Biographie
Menon était marié avec Malini, la fille du ministre des Affaires étrangères l'Inde, KPS Menon. Son fils est Shivshankar Menon, qui à partir de 2011 a été le conseiller de sécurité nationale du Premier ministre de l'Inde. Son fils, passe une partie de son enfance au Tibet alors que son père est en poste à Lhassa.

## Carrière
P.N. Menon est entré au Service indien des Affaires étrangères en 1947. À un moment donné, il a servi comme consul-général de l'Inde à Lhassa, et plus tard a servi d'intermédiaire pour le jeune dalaï-lama lors du soulèvement tibétain de 1959,,,. Il est décédé alors qu'il servait comme ambassadeur à la Grèce et la Yougoslavie.

## Positions détenues
Menon était consul-général de l'Inde au Tibet à la consulat général de l'Inde à Lhassa entre octobre 1954 et novembre 1956. 
- Officier de Service de guerre, 1947
- Consul-général de l'Inde, Lhassa, Octobre 1954 - Novembre 1956
- Premier secrétaire, Ambassade de l'Inde, Rome, Avril 1957 - May 1958
- Consul-général de l'Inde, à Damas, Juin 1958 - Février 1959
- Directeur (Publicité extérieure), MEA, 1959-62
- Consul général à San Francisco, 1962-65
- Ambassadeur au Cambodge, 1965-1968
- Cosecrétaire, secrétaire adjoint et secrétaire, MEA, 1968-72
- Ambassadeur de la Yougoslavie et la Grèce -1975